# Großer Preis von Frankreich 2000
Der Große Preis von Frankreich 2000 (offiziell LXXXVI Mobil 1 Grand Prix de France) fand am 2. Juli auf dem Circuit de Nevers Magny-Cours in Magny-Cours statt und war das neunte Rennen der Formel-1-Weltmeisterschaft 2000.

## Berichte

### Hintergrund
Nach dem Großen Preis von Kanada führte Michael Schumacher in der Fahrerwertung mit 22 Punkten vor David Coulthard und mit 24 Punkten vor Mika Häkkinen. In der Konstrukteurswertung führte Ferrari mit 18 Punkten vor McLaren-Mercedes und mit 66 Punkten vor Williams-BMW.
Mit Michael Schumacher (viermal) und Heinz-Harald Frentzen (einmal) traten zwei ehemalige Sieger zu diesem Grand Prix an.

### Training

#### Freitagstraining
Im Training am Freitag erzielte Coulthard die schnellste Runde vor Michael Schumacher und Häkkinen.

#### Samstagstraining
Am Samstag war Coulthard erneut der schnellste Pilot. Häkkinen wurde vor Rubens Barrichello Zweiter.

### Qualifying
Im Qualifying fuhr Michael Schumacher die Bestzeit vor Coulthard und Barrichello.

### Warm Up
Im Warm Up kam es zu einer Doppelführung der McLaren-Piloten mit Coulthard vor Häkkinen. Michael Schumacher belegte die dritte Position.

### Rennen
Der Start verlief ähnlich wie der Start zum vorherigen Grand Prix in Kanada. Coulthard hatte zwar einen besseren Start, aber Michael Schumacher verhinderte mit einem Linienwechsel den Führungsverlust. Coulthard wurde dadurch selbst von Barrichello unter Druck gesetzt und musste den zweiten Platz abgeben. Dahinter gelang es Häkkinen, seine Position zu halten, und Jacques Villeneuve und Frentzen bezogen nach einem Überholmanöver gegen Ralf Schumacher die Positionen fünf und sechs. In der Anfangsphase des Rennens setzte sich Schumacher von Barrichello ab, der die McLaren-Piloten nicht vorbeiließ.
Nach 16 Runde schied Ricardo Zonta nach einem Dreher aus. Vier Runden später war das Rennen für Johnny Herbert mit einem Getriebeschaden beendet. In der 21. Runde versuchte Coulthard an Barrichello vorbei zu fahren, aber es gelang ihm noch nicht. Eine Runde später versuchte er es ein weiteres Mal und schaffte es, Barrichello in der Adelaide-Haarnadel zu überholen. Bei den dann folgenden Boxenstopps übernahm Coulthard für eine Runde die Führungsposition, musste sich nach seinem Stopp jedoch wieder hinter Michael Schumacher einordnen. Da Barrichellos Stopp nicht optimal lief, gelang es auch Häkkinen, an dem Ferrari-Piloten vorbei zu gehen.
Michael Schumacher hatte in den folgenden Runden Probleme mit seinen Reifen, die voller Blasen waren. Daher gelang es Coulthard, den Rückstand auf Michael Schumacher aufzuholen. Währenddessen löste sich Häkkinen von Barrichello und schloss auf die führenden Piloten auf. Coulthard versuchte, Michael Schumacher zunächst in der Adelaide-Haarnadel außen zu überholen. Dabei wählte Michael Schumacher die bessere Linie und verteidigte seine Position. Häkkinen war in der Zwischenzeit schon auf das Führungsduo aufgeschlossen und auch Barrichello holte auf die Führenden auf. In der 39. Runde gelang es Coulthard schließlich, die Führung zu übernehmen. Während Michael Schumacher, Häkkinen und Barrichello in den folgenden Runden in Positionskämpfe verwickelt waren, vergrößerte Coulthard seinen Vorsprung auf seine Kontrahenten. In der Zwischenzeit waren beide Arrows-Piloten mit einem Kraftübertragunsdefekt sowie Gastón Mazzacane und Alexander Wurz nach einem Dreher ausgeschieden.
Bei den zweiten Boxenstopps kam es zu keinen Verschiebungen an der Spitze des Feldes. Allerdings hatte Barrichello ein Problem bei seinem Stopp und fiel mehrere Sekunden hinter Häkkinen zurück. Michael Schumacher profitierte von dem Reifenwechsel, da er mit dem neuen Satz besser zurechtkam. So setzte sich zwar Coulthard weiter ab, aber Michael Schumacher behielt einen Vorsprung vor Häkkinen. Nach 58 Runden fiel Michael Schumacher schließlich mit einem Motorschaden aus.
Coulthard erzielte schließlich seinen dritten Saisonsieg vor seinem Teamkollegen Häkkinen. Barrichello kam auf dem dritten Platz ins Ziel. Die weiteren Punkte gingen an Villeneuve, Ralf Schumacher und Jarno Trulli.
In der Weltmeisterschaft verkürzten Coulthard und Häkkinen ihren Rückstand auf Michael Schumacher. Die ersten drei Positionen blieben auch in der Konstrukteurswertung unverändert. Allerdings holte McLaren auch hier auf.

## Meldeliste
| Team                           | Nr. | Fahrer                | Chassis         | Motor                 | Reifen |
| ------------------------------ | --- | --------------------- | --------------- | --------------------- | ------ |
| West McLaren Mercedes          | 01  | Mika Häkkinen         | McLaren MP4/15  | Mercedes-Benz 3.0 V10 | B      |
| West McLaren Mercedes          | 02  | David Coulthard       | McLaren MP4/15  | Mercedes-Benz 3.0 V10 | B      |
| Scuderia Ferrari Marlboro      | 03  | Michael Schumacher    | Ferrari F1-2000 | Ferrari 3.0 V10       | B      |
| Scuderia Ferrari Marlboro      | 04  | Rubens Barrichello    | Ferrari F1-2000 | Ferrari 3.0 V10       | B      |
| Benson and Hedges Jordan       | 05  | Heinz-Harald Frentzen | Jordan EJ10     | Mugen-Honda 3.0 V10   | B      |
| Benson and Hedges Jordan       | 06  | Jarno Trulli          | Jordan EJ10     | Mugen-Honda 3.0 V10   | B      |
| Jaguar Racing                  | 07  | Eddie Irvine          | Jaguar R1       | Cosworth 3.0 V10      | B      |
| Jaguar Racing                  | 08  | Johnny Herbert        | Jaguar R1       | Cosworth 3.0 V10      | B      |
| BMW Williams F1 Team           | 09  | Ralf Schumacher       | Williams FW22   | BMW 3.0 V10           | B      |
| BMW Williams F1 Team           | 10  | Jenson Button         | Williams FW22   | BMW 3.0 V10           | B      |
| Mild Seven Benetton Playlife   | 11  | Giancarlo Fisichella  | Benetton B200   | Supertec 3.0 V10      | B      |
| Mild Seven Benetton Playlife   | 12  | Alexander Wurz        | Benetton B200   | Supertec 3.0 V10      | B      |
| Gauloises Prost Peugeot        | 14  | Jean Alesi            | Prost AP03      | Peugeot 3.0 V10       | B      |
| Gauloises Prost Peugeot        | 15  | Nick Heidfeld         | Prost AP03      | Peugeot 3.0 V10       | B      |
| Red Bull Sauber Petronas       | 16  | Pedro Diniz           | Sauber C19      | Petronas 3.0 V10      | B      |
| Red Bull Sauber Petronas       | 17  | Mika Salo             | Sauber C19      | Petronas 3.0 V10      | B      |
| Arrows F1 Team                 | 18  | Pedro de la Rosa      | Arrows A21      | Supertec 3.0 V10      | B      |
| Arrows F1 Team                 | 19  | Jos Verstappen        | Arrows A21      | Supertec 3.0 V10      | B      |
| Telefonica Minardi Fondmetal   | 20  | Marc Gené             | Minardi M02     | Fondmetal 3.0 V10     | B      |
| Telefonica Minardi Fondmetal   | 21  | Gastón Mazzacane      | Minardi M02     | Fondmetal 3.0 V10     | B      |
| Lucky Strike Reynard BAR Honda | 22  | Jacques Villeneuve    | BAR 002         | Honda 3.0 V10         | B      |
| Lucky Strike Reynard BAR Honda | 23  | Ricardo Zonta         | BAR 002         | Honda 3.0 V10         | B      |

## Klassifikationen

### Qualifying
| Pos. | Fahrer                | Konstrukteur      | Zeit     | Start |
| ---- | --------------------- | ----------------- | -------- | ----- |
| 01   | Michael Schumacher    | Ferrari           | 1:15,632 | 01    |
| 02   | David Coulthard       | McLaren-Mercedes  | 1:15,734 | 02    |
| 03   | Rubens Barrichello    | Ferrari           | 1:16,047 | 03    |
| 04   | Mika Häkkinen         | McLaren-Mercedes  | 1:16,050 | 04    |
| 05   | Ralf Schumacher       | Williams-BMW      | 1:16,291 | 05    |
| 06   | Eddie Irvine          | Jaguar-Cosworth   | 1:16,399 | 06    |
| 07   | Jacques Villeneuve    | BAR-Honda         | 1:16,653 | 07    |
| 08   | Heinz-Harald Frentzen | Jordan-Mugen      | 1:16,658 | 08    |
| 09   | Jarno Trulli          | Jordan-Mugen      | 1:16,669 | 09    |
| 10   | Jenson Button         | Williams-BMW      | 1:16,905 | 10    |
| 11   | Johnny Herbert        | Jaguar-Cosworth   | 1:17,176 | 11    |
| 12   | Mika Salo             | Sauber-Petronas   | 1:17,223 | 12    |
| 13   | Pedro de la Rosa      | Arrows-Supertec   | 1:17,279 | 13    |
| 14   | Giancarlo Fisichella  | Benetton-Supertec | 1:17,317 | 14    |
| 15   | Pedro Diniz           | Sauber-Petronas   | 1:17,361 | 15    |
| 16   | Nick Heidfeld         | Prost-Peugeot     | 1:17,374 | 16    |
| 17   | Alexander Wurz        | Benetton-Supertec | 1:17,408 | 17    |
| 18   | Jean Alesi            | Prost-Peugeot     | 1:17,569 | 18    |
| 19   | Ricardo Zonta         | BAR-Honda         | 1:17,688 | 19    |
| 20   | Jos Verstappen        | Arrows-Supertec   | 1:17,933 | 20    |
| 21   | Marc Gené             | Minardi-Fondmetal | 1:18,130 | 21    |
| 22   | Gastón Mazzacane      | Minardi-Fondmetal | 1:18,302 | 22    |

### Rennen
| Pos. | Fahrer                | Konstrukteur      | Runden | Stopps | Zeit        | Start | Schnellste Runde |
| ---- | --------------------- | ----------------- | ------ | ------ | ----------- | ----- | ---------------- |
| 01   | David Coulthard       | McLaren-Mercedes  | 72     | 2      | 1:38:05,538 | 02    | 1:19,479 (28.)   |
| 02   | Mika Häkkinen         | McLaren-Mercedes  | 72     | 2      | + 14,748    | 04    | 1:19,746 (29.)   |
| 03   | Rubens Barrichello    | Ferrari           | 72     | 2      | + 32,409    | 03    | 1:20,225 (27.)   |
| 04   | Jacques Villeneuve    | BAR-Honda         | 72     | 2      | + 1:01,322  | 07    | 1:20,857 (03.)   |
| 05   | Ralf Schumacher       | Williams-BMW      | 72     | 2      | + 1:03,981  | 05    | 1:20,908 (03.)   |
| 06   | Jarno Trulli          | Jordan-Mugen      | 72     | 2      | + 1:15,604  | 09    | 1:21,071 (26.)   |
| 07   | Heinz-Harald Frentzen | Jordan-Mugen      | 71     | 2      | + 1 Runde   | 08    | 1:21,255 (04.)   |
| 08   | Jenson Button         | Williams-BMW      | 71     | 2      | + 1 Runde   | 10    | 1:21,151 (14.)   |
| 09   | Giancarlo Fisichella  | Benetton-Supertec | 71     | 2      | + 1 Runde   | 14    | 1:20,958 (45.)   |
| 10   | Mika Salo             | Sauber-Petronas   | 71     | 2      | + 1 Runde   | 12    | 1:21,725 (26.)   |
| 11   | Pedro Diniz           | Sauber-Petronas   | 71     | 2      | + 1 Runde   | 15    | 1:21,753 (30.)   |
| 12   | Nick Heidfeld         | Prost-Peugeot     | 71     | 3      | + 1 Runde   | 16    | 1:21,115 (62.)   |
| 13   | Eddie Irvine          | Jaguar-Cosworth   | 70     | 4      | + 2 Runden  | 06    | 1:19,708 (61.)   |
| 14   | Jean Alesi            | Prost-Peugeot     | 70     | 2      | + 2 Runden  | 18    | 1:22,293 (02.)   |
| 15   | Marc Gené             | Minardi-Fondmetal | 70     | 2      | + 2 Runden  | 21    | 1:22,420 (23.)   |
| –    | Michael Schumacher    | Ferrari           | 58     | 2      | DNF         | 01    | 1:19,656 (04.)   |
| –    | Pedro de la Rosa      | Arrows-Supertec   | 45     | 2      | DNF         | 13    | 1:21,506 (42.)   |
| –    | Alexander Wurz        | Benetton-Supertec | 34     | 1      | DNF         | 17    | 1:22,481 (27.)   |
| –    | Gastón Mazzacane      | Minardi-Fondmetal | 31     | 1      | DNF         | 22    | 1:22,639 (25.)   |
| –    | Jos Verstappen        | Arrows-Supertec   | 25     | 1      | DNF         | 20    | 1:22,498 (25.)   |
| –    | Johnny Herbert        | Jaguar-Cosworth   | 20     | 1      | DNF         | 11    | 1:21,901 (04.)   |
| –    | Ricardo Zonta         | BAR-Honda         | 16     | 0      | DNF         | 19    | 1:22,563 (05.)   |

## WM-Stände nach dem Rennen
Die ersten sechs des Rennens bekamen 10, 6, 4, 3, 2 bzw. 1 Punkt(e).

### Fahrerwertung
| Pos. | Fahrer                | Konstrukteur      | Punkte |
| ---- | --------------------- | ----------------- | ------ |
| 01   | Michael Schumacher    | Ferrari           | 56     |
| 02   | David Coulthard       | McLaren-Mercedes  | 44     |
| 03   | Mika Häkkinen         | McLaren-Mercedes  | 38     |
| 04   | Rubens Barrichello    | Ferrari           | 32     |
| 05   | Giancarlo Fisichella  | Benetton-Supertec | 18     |
| 06   | Ralf Schumacher       | Williams-BMW      | 14     |
| 07   | Jacques Villeneuve    | BAR-Honda         | 8      |
| 08   | Jarno Trulli          | Jordan-Mugen      | 6      |
| 09   | Heinz-Harald Frentzen | Jordan-Mugen      | 5      |
| 10   | Eddie Irvine          | Jaguar-Cosworth   | 3      |
| 11   | Mika Salo             | Sauber-Petronas   | 3      |

| Pos. | Fahrer           | Konstrukteur      | Punkte |
| ---- | ---------------- | ----------------- | ------ |
| 12   | Jenson Button    | Williams-BMW      | 3      |
| 13   | Jos Verstappen   | Arrows-Supertec   | 2      |
| 14   | Ricardo Zonta    | BAR-Honda         | 1      |
| 15   | Pedro de la Rosa | Arrows-Supertec   | 1      |
| 16   | Pedro Diniz      | Sauber-Petronas   | 0      |
| 17   | Alexander Wurz   | Benetton-Supertec | 0      |
| 18   | Nick Heidfeld    | Prost-Peugeot     | 0      |
| 19   | Gastón Mazzacane | Minardi-Fondmetal | 0      |
| 20   | Marc Gené        | Minardi-Fondmetal | 0      |
| 21   | Johnny Herbert   | Jaguar-Cosworth   | 0      |
| 22   | Jean Alesi       | Prost-Peugeot     | 0      |

### Konstrukteurswertung
| Pos. | Konstrukteur      | Punkte |
| ---- | ----------------- | ------ |
| 01   | Ferrari           | 88     |
| 02   | McLaren-Mercedes  | 82     |
| 03   | Benetton-Supertec | 18     |
| 04   | Williams-BMW      | 17     |
| 05   | Jordan-Mugen      | 11     |
| 06   | BAR-Honda         | 9      |

| Pos. | Konstrukteur      | Punkte |
| ---- | ----------------- | ------ |
| 07   | Jaguar-Cosworth   | 3      |
| 08   | Sauber-Petronas   | 3      |
| 09   | Arrows-Supertec   | 3      |
| 10   | Prost-Peugeot     | 0      |
| 11   | Minardi-Fondmetal | 0      |